# Phillipston
Phillipston és una població dels Estats Units a l'estat de Massachusetts. Segons el cens del 2000 tenia 1.621 habitants.

## Demografia
Segons el cens del 2000, Phillipston tenia 1.621 habitants, 580 habitatges, i 443 famílies. La densitat de població era de 25,8 habitants/km².
Dels 580 habitatges en un 39,5% hi vivien nens de menys de 18 anys, en un 63,8% hi vivien parelles casades, en un 8,1% dones solteres, i en un 23,6% no eren unitats familiars. En el 17,6% dels habitatges hi vivien persones soles el 5% de les quals corresponia a persones de 65 anys o més que vivien soles. El nombre mitjà de persones vivint en cada habitatge era de 2,79 i el nombre mitjà de persones que vivien en cada família era de 3,19.
Per edats la població es repartia de la següent manera: un 29,2% tenia menys de 18 anys, un 5,2% entre 18 i 24, un 33,3% entre 25 i 44, un 24,7% de 45 a 60 i un 7,5% 65 anys o més.
L'edat mediana era de 37 anys. Per cada 100 dones de 18 o més anys hi havia 106,7 homes.
La renda mediana per habitatge era de 46.845 $ i la renda mediana per família de 52.011$. Els homes tenien una renda mediana de 39.231 $ mentre que les dones 25.625$. La renda per capita de la població era de 18.706$. Entorn del 3,8% de les famílies i el 5,8% de la població estaven per davall del llindar de pobresa.